# Horst Schumacher (Landschaftsarchitekt)
Horst Schumacher (* 23. Juni 1955 in Baindt (Kreis Ravensburg / Baden-Württemberg); † 21. Juli 2023 in Berlin) war ein deutscher Landschaftsarchitekt und Gartenhistoriker.

## Leben
Horst Schumacher besuchte zunächst das Kreisgymnasium in Ravensburg und wechselte nach dem Umzug mit seiner Familie auf das Gymnasium in Riedlingen. Nach dem Abitur begann er 1975 mit dem Studium der Garten- und Landschaftsplanung an der Technischen Universität Berlin, das er 1982 mit dem Diplom abschloss. Seitdem war er als freischaffender Landschaftsarchitekt tätig, mit seinem eigenen „Büro für Gartenkunst und Landschaftsplanung“.
Von 1999 bis 2015 war er als Professor für Freiraumplanung und Entwerfen an der Fakultät Landschaftsarchitektur, Gartenbau und Forst der Fachhochschule Erfurt tätig.
Schon während seines Studiums zum Landschaftsarchitekten entwickelte Horst Schumacher ein spezielles Interesse für die Geschichte der Gartenkunst, wirkte in der Folge an einschlägigen Ausstellungsprojekten mit und publizierte seine ersten wissenschaftlichen Arbeiten.
In der Folge erhielt er diverse Aufträge vom Berliner Gartendenkmalamt für Gutachten zur Wiederherstellung von Gartenanlagen. Andere Auftraggeber nutzten seine Expertise für Gutachten zur Landschaftsgeschichte Berlins oder für solche zur städtebaulichen Entwicklung. Er nahm mit seinem Büro an zahlreichen Wettbewerben teil, vorrangig zu Berliner Themen, aber auch an national und international ausgeschriebenen. Einige davon mündeten auch in Preisen. Sein mit Tilmann Johannes Heinisch eingereichter Beitrag zum Parc de la Villette in Paris wurde von der Jury besonders belobigt, hinsichtlich der künstlerischen Qualität, und wurde auch publiziert.
In seinen Anfängen gestaltete Horst Schumacher vor allem Hausgärten, Anfang der 1990er Jahre beschäftigte er sich in mehreren Gutachten mit der Geschichte des Luisenstädtischen Kanals und war auch wesentlich an der Wiederherstellung des Grünzugs dort in Berlin beteiligt. Auch für Neugestaltung des Kleistgrabs am Wannsee zeichnete er verantwortlich, basierend auf seinen historischen Recherchen.
Ab 1995 wirkte er zunächst als Gastprofessor, ab 1999 dann als ordentlicher Professor für Freiraumplanung und Entwerfen an der Fakultät Landschaftsarchitektur, Gartenbau und Forst der Fachhochschule Erfurt. Er war dort bis zu seiner Pensionierung im Jahr 2016 tätig.
Im Jahr 2000 wurde er unter Geschäftsführer Walter Ederer von der Stiftung Stift Neuzelle für die Wiederherstellung des barocken Klostergartens nach den alten vorhandenen Plänen im Stift Neuzelle beauftragt. Der erste Bauabschnitt des Barockgartens wurde 2002 eingeweiht. 2022 erfolgte schließlich die Eröffnung des dritten und letzten Bauabschnittes.
Horst Schumachers wissenschaftliche Forschungstätigkeit führte zu zahlreichen Büchern über die Kulturlandschaften an Havel, Elbe und Themse inklusive des „Inselparadies Schwanenwerder“ bei Berlin und der Colonie Alsen. Gemeinsam mit dem Verleger Jürgen Strauss gab er die Hörbuch-Reihe „Das ganze Land ein Garten“ heraus, in der reale Persönlichkeiten der Gartenkultur und Zeitgeschichte sich in fiktiven Begegnungen über historische Gärten austauschen.
Gemeinsam mit dem Kinoclub Erfurt fand auf Anregung von Horst Schumacher einige Jahre im Landschaftslehrpark der FH Erfurt, den heutigen Krämpfer Gärten, ein Freiluftkino unter dem Motto „Gärten im Film“ statt. Es folgte die Publikation „Gärten im Film – Führer zu Filmgärten in Deutschland, Europa und Übersee“, gemeinsam mit Daniel Rimbach und Leonie Glabau herausgegeben.
In den 2000er-Jahren engagierte sich Horst Schumacher im Sinne der Nachhaltigkeit sowohl für die Gestaltung von Schulhöfen als auch für eine neue Kultur der Energie. Er war davon überzeugt, dass auch Energieanlagen wie etwa Windparks landschaftsplanerisch gestaltet werden müssen, um als neue Kulturlandschaften fungieren zu können. Was im Wintersemester 2012/13 im Start des Masterstudiengangs „Erneuerbare Energien Management“ an der FH Erfurt mündete. In seinen letzten Lebensjahren arbeitete er an der Vision einer „Ökoschule“ in Akonolinga (Kamerun).

## Werke
- Heinisch Tilmann J., Schumacher Horst: Colonie Alsen. Ein Platz zwischen Berlin und Potsdam. Der Beeken, Berlin 1988, ISBN 978-3-922993-16-2
- Schumacher Horst, Strauss Jürgen: Das ganze Land ein Garten. Historische Kulturlandschaften an Elbe, Havel und Themse. Potsdam, Dessau-Wörlitz, Richmond. Dtsch.-Engl. Fotografien von: Strauss Jürgen. Strauss, Potsdam, 1998, ISBN 978-3-929748-11-6
- Reif Janin, Schumacher Horst, Uebel Lothar: Schwanenwerder Ein Inselparadies in Berlin. Nicolaische Verlagsbuchhandlung, Berlin 2000, ISBN 978-3-87584-049-0
- Glabau Leonie, Rimbach Daniel, Schumacher Horst: Gärten im Film. Führer zu Filmgärten in Deutschland, Europa und Übersee. Gebr. Mann Verlag, Berlin 2008, ISBN 978-3-7861-2585-3  Deutscher Gartenbuchpreis 2009 in der Kategorie Bester Gartenreiseführer; Bester Gartenreiseführer 2009
- Schumacher Horst: Das Kleist-Grab am Kleinen Wannsee. Kleist-Archiv Sembdner, Heilbronn 2010, ISBN 978-3-940494-34-4

### Beiträge / Vorträge
- Gothein Marie L.: Indische Gärten. Mit einem Nachwort von Horst Schumacher. Neuausgabe. Geb. Mann Verlag, Berlin 2000, ISBN 978-3-7861-2319-4
- Schumacher Horst: Pianificazione del paesaggio e progettazione urbanistica: Peter Joseph Lenné e l'area di Berlino-Potsdam in: storia urbana n. 60, 1992, S. 19–35, ISSN 0391-2248
- Schumacher Horst: Grünzug aus dem Wasser [B1]in: AUFHEBUNGEN, Urbane Landschaftsarchitektur als Aufgabe, Sammlung von Aufsätzen über Urbane Landschaftsarchitektur und das Entwerfen im historischen, im öffentlichen und im suburbanen Raum. Zur Verabschiedung Jürgen Wenzel Professor für Bauplanung am Institut für Landschaftsarchitektur und Umweltplanung an der TU Berlin. September 2003. S. 118–127.

### Schriftenreihe FH Erfurt
ISBN 3-86573-029-9
- Schumacher H. und Borchardt W. (Hrsg.): Quo Vadis 2: Der Landschaftslehrpark der Fachhochschule Erfurt in den Krämpfer Gärten, Schriftenreihe des Fachgebiets Landschaftsarchitektur der FH Erfurt, Ausgabe 2, Erfurt, 2006
- Schumacher H.; Borchardt W.; Murr S; Sieber S.: Quo Vadis 4: Energiegarten® der FH Erfurt – Eine Modellanlage für renewables at University of Applied Sciences und für eine Ästhetik der Nachhaltigkeit, Publikation zum Forschungsprojekt „Energiegarten® der FH Erfurt“, Erfurt, 2010

## Hörbücher
- Reihe Brandenburg, Das ganze Land ein Garten., 11-bändiger Hörbuch-Führer (Bücher + Audio-CDs) über Schlossparks im Land Brandenburg, alle erschienen 2009 bei Strauss Edition
- Dittmer Frank, Schumacher Horst (Hrsg.): David Gilly im Spaziergang mit Marie Luise Gothein. Ein kurzweiliger Dialog von Daniela M. Fiebig durch den Schlosspark Steinhöfel, ISBN 978-3-86886-008-5
- Nölle Anselm, Schumacher Horst (Hrsg.): Graf Finckenstein im Spaziergang mit Karl Foerster. Ein kurzweiliger Dialog von Anselm Nölle durch den Schlosspark Alt Madlitz, ISBN 978-3-86886-009-2
- Engel Sabine, Schumacher Horst (Hrsg.):  Fürst zu Lynar im Spaziergang mit Helmut Newton. Ein kurzweiliger Dialog von Sabine Engel durch den Schlosspark Fürstlich Drehna, ISBN 978-3-86886-010-8
- Dittmer Frank, Schumacher Horst (Hrsg.): Königin Luise im Spaziergang mit Grace Kelly. Ein kurzweiliger Dialog von Frank Dittmer durch den Schlosspark Paretz,
- von Brühl Christine, Schumacher Horst (Hrsg.): Prinz Heinrich im Spaziergang mit Theodor Fontane. Ein kurzweiliger Dialog von Christine von Brühl durch den Schlosspark Rheinsberg,
- van Dykdurch Grit, Schumacher Horst (Hrsg.): Kurfürstin Louise Henriette im Spaziergang mit Max Liebermann. Ein kurzweiliger Dialog von Grit van Dyk durch den Schlosspark Oranienburg,
- Nölle Anselm, Schumacher Horst (Hrsg.): Maria Callas im Spaziergang mit Fürst Pückler. Ein kurzweiliger Dialog von Anselm Nölle durch den Schlosspark Neuhardenberg, ISBN 978-3-86886-011-5
- Hoferichter Matthias, Schumacher Horst (Hrsg.): Abt Gabriel Dubau im Spaziergang mit Sir Peter Ustinov. Ein kurzweiliger Dialog von Matthias Hoferichter durch den Klostergarten Neuzelle,  ISBN 978-3-86886-012-2
- Schulzedurch Gretel, Schumacher Horst (Hrsg.): Gräfin Lichtenau im Spaziergang mit Karl Richard Lepsius. Ein kurzweiliger Dialog von Gretel Schulzedurch den Neuen Garten Potsdam, ISBN 978-3-86886-013-9
- Rudolph Niels-Peter, Schumacher Horst (Hrsg.): Lucie Pückler im Spaziergang mit Federico Fellini. Ein kurzweiliger Dialog von Niels-Peter Rudolph durch den Schlosspark Branitz,  ISBN 978-3-86886-014-6
- van Dyk Grit, Schumacher Horst (Hrsg.): Peter Joseph Lenné im Spaziergang mit Albert Einstein. Ein kurzweiliger Dialog von Grit van Dyk durch den Schlosspark Caputh, ISBN 978-3-86886-015-3

## Gutachten und wissenschaftliche Veröffentlichungen
- Hottenträger Grit und Schumacher Horst: Der Luisenstädtische Kanal in Berlin-Kreuzberg. Baugeschichtliches Gutachten, Berlin, Januar 1987
- Schumacher Horst, Gargulla Nadja: Auf Spurensuche im Luisenstädtischen Kanal. Abschnitt Berlin-Mitte. Baugeschichtliches Gutachten. S.T.E.R.N Gesellschaft der behutsamen Stadterneuerung Berlin mbH, Berlin, September 1990
- Schumacher Horst: Grünzug Luisenstädtischer Kanal. Baugeschichtliche Untersuchung im Rahmen der Wiederherstellungsplanung des Grünzugs Abschnitt Berlin Mitte von der Waldemarbrücke bis zur Schillingbrücke, im Auftrag der Senatsverwaltung für Stadtentwicklung und Umweltschutz Abt. III B, Gartendenkmalpflege Berlin, 1992
- Hottenträger Grit und Schumacher Horst: Der Garten Simon in Berlin-Hohengatow – Ein Hausgarten von Karl Foerster, Dokumentation und Bestandsaufnahme. Karl Förster Stiftung, Berlin 1985
- Hottenträger Grit und Horst Schumacher: Vom Blütengarten der Zukunft. Eine Hommage an Karl Foerster. Zwei Faltblätter zur Sonderausstellung der Bundesgartenschau Berlin 1985, 14. Juni bis 3. Juli. Karl Förster Stiftung, Berlin, 1985
- Hottenträger Grit, Schumacher, Horst: Foerster, Hammerbacher, Mattern – Gärten 1928 – 1945 in Berlin. Karl Förster Stiftung, Berlin 1989
- Schumacher, H. und das Thüringer Institut für Lehrerfortbildung, Lehrplanentwicklung und Medien (Thillm) (Hrsg.): Gestaltungsfibel „Nachhaltiger Schulhof“. Sustainability at school. Erfurt, Bad-Berka 2010, erschienen Frühjahr 2011, Autoren: Sieber, Sandra. und Ecker, Kathrin.

## Beiträge in Fachzeitschriften
- Schumacher Horst: Grünzug aus dem Wasser – Anmerkungen zur Wiederherstellung des Berliner Grünzugs Luisenstädtischer Kanal, dessen Geschichte wechselhaft war und bleibt. In: Garten & Landschaft. Band 103 (Nr. 10), 1993, S. 23–29.
- Schumacher H. und Sieber S.: Kultur der Energie – Zur Gestaltqualität Erneuerbarer Energien im Orts- und Landschaftsbild, erschienen in Stadt+Grün, Ausgabe 9/2007, S. 13–21
- Schumacher Horst und Sieber Sandra: Das Schöne und das Nützliche, erschienen in Erneuerbare Energien, Ausgabe 9/2007, S. 94–95
- Schumacher H. und Sieber S.: Renewables at school – Ein Beitrag zur »Bildung für nachhaltige Entwicklung«, Heimat Thüringen, Ausgabe 4/2008, S. 40 – 41, erschienen Frühjahr 2009
- Schumacher H. und Sieber S.: Kultur der Energie – Zur Gestaltung Erneuerbarer Energien im Orts- und Landschaftsbild, erschienen in Heimat Thüringen, Ausgabe 4/2008, S. 2 – 4, erschienen Frühjahr 2009
- Schumacher H. und Sieber S.: Nachhaltige Schulhofgestaltung – Eine Fibel für zukünftige Um- und Neugestaltungen, erschienen in Stadt+Grün, Ausgabe 3/2010, S. 31–36
- Schumacher H. und das Thüringer Institut für Lehrerfortbildung, Lehrplanentwicklung und Medien (Thillm) (Hrsg.): Gestaltungsfibel 'Nachhaltiger Schulhof'. sustainability at school, Erfurt, Bad-Berka 2010, erschienen Frühjahr 2011, Autoren: Ecker, K. und Sieber, S.
- Schumacher Horst: Die Veränderung der Kulturlandschaft durch den Energiewandel. Thesen aus der Sicht der Landschaftsarchitektur. In: Die Denkmalpflege, Band 70 Heft 2/2012, S. 115–125
- Schumacher H. und Sieber S.: Energiewende im Vorgarten?  – Der Energiegarten als virtuelles Kraftwerk, Beitrag zum Tagungsband „Energiewende und Bürgerpartizipation“ des Bund Heimat und Umwelt, 2014